# مارثا شوارتز
مارثا شوارتز (بالإنجليزية: Martha Schwartz)‏ هي مهندسة معمارية أمريكية، ولدت في 1950 في فيلادلفيا في الولايات المتحدة.